# Riot of color (アルバム)
『Riot of color』（ライオット・オブ・カラー）は、Riot of colorの1作目のアルバム。2014年8月17日に発売された。
品番：ROC-0001

## 概要
Riot of colorのデビューアルバム。2014年の夏コミで頒布された。
メンバーであるEveのデビューアルバム『Wonder Word』、S!Nのデビューアルバム『SNiSN』も同時発売。

## 収録曲
1. 破獄伝エクソダス [3:49] - S!N
  - Music:ナナホシ管弦楽団
2. インソムニア [3:51] - Eve
  - Music:Task
3. ひとくち頂戴！ [4:41] - ゆりん
  - Music:みきとP
4. 風来 [3:11] - 夏代孝明
  - Music:TOKOTOKO(西沢さんP)
5. diary [5:52] - KK
  - Aranged by Tsubasa Harihara
6. Left Behind [4:27] - kradness
  - Music:tilt-six
7. Riot of color [3:56]
  - Music:快晴P Gt:浪速ともあれ